# Cseke Lilla Csenge
Cseke Lilla Csenge (Miskolc, ? –) magyar színésznő.

## Életpályája
Általános iskolai évei alatt szülővárosában kezdett csellózni és zongorázni, amit egészen az egyetemi évekig folytatott. A Fényi Gyula Jezsuita Gimnáziumban érettségizett. 2015–2020 között a Kaposvári Egyetem színművész szakán tanult, Cserhalmi György osztályában. 2020–2021 között a Pesti Magyar Színház tagja volt, majd szabadúszó lett. 2022-től a szolnoki Szigiligeti Színház színésznője.

## Filmes és televíziós szerepei
- Szokásjog (2019) ...Egyetemista lány
- Tündérkert (2023) ...Fiatal koldusnő